# Elsa Prochazka
Elsa Prochazka (* 25. August 1948 in Wien) ist österreichische Architektin.

## Leben
Prochazka studierte von 1966 bis 1970 Architektur an der Technischen Universität Wien und anschließend in der Meisterklasse von Ernst A. Plischke an der Akademie der Bildenden Künste Wien und schloss 1973 ihr Studium mit dem Diplom ab. 1974 gründete sie mit den Architekten Werner Appelt und Franz E. Kneissl die Planungsgemeinschaft IGIRIEN. Diese bestand bis in die Mitte der 1980er Jahre.
Ab 1980 als selbstständige Architektin und Ziviltechnikerin tätig.
Schwerpunkte ihrer Arbeit sind Wohn- und Städtebau, öffentliche Gebäude, Büro- und Industriebau, Museumskonzeption und Ausstellungsdesign, Design und Crossover, corporate architecture.
Von 1992 bis 1996 war sie als Universitätsprofessorin für Entwerfen im Städtebaulichen Kontext an der Gesamthochschule Universität Kassel. Von 1998 bis 2001 hatte sie einen Lehrauftrag als Visiting Examiner am University College London, Department of Architecture, The Bartlett. Von 2001 bis 2013 war Prochazka Professorin und Leiterin der Studienrichtung „raum- & designstrategien“ an der Universität für künstlerische und industrielle Gestaltung Linz, 2014 Visiting Professor an der Universität Neapel Federico II, 2020/21  Visiting Professor Politecnico di Milano.
Sie ist Mitglied der Wiener Secession, Fachbeirat für Stadtplanung und Stadtgestaltung in Wien 1996–1999, 2001–2009 Senatsvorsitzende Kunstuniversität Linz, Grundstücksbeirat Wien, 2002–2008 (Vorsitz), von 2011 bis 2015 Mitglied und Vorsitzende des Gestaltungsbeirates Salzburg,  Mitglied des Architekturbeirates der Bundesimmobiliengesellschaft von 2013–2017 (Vorsitz 2014–2017).

## Realisationen (Auswahl)

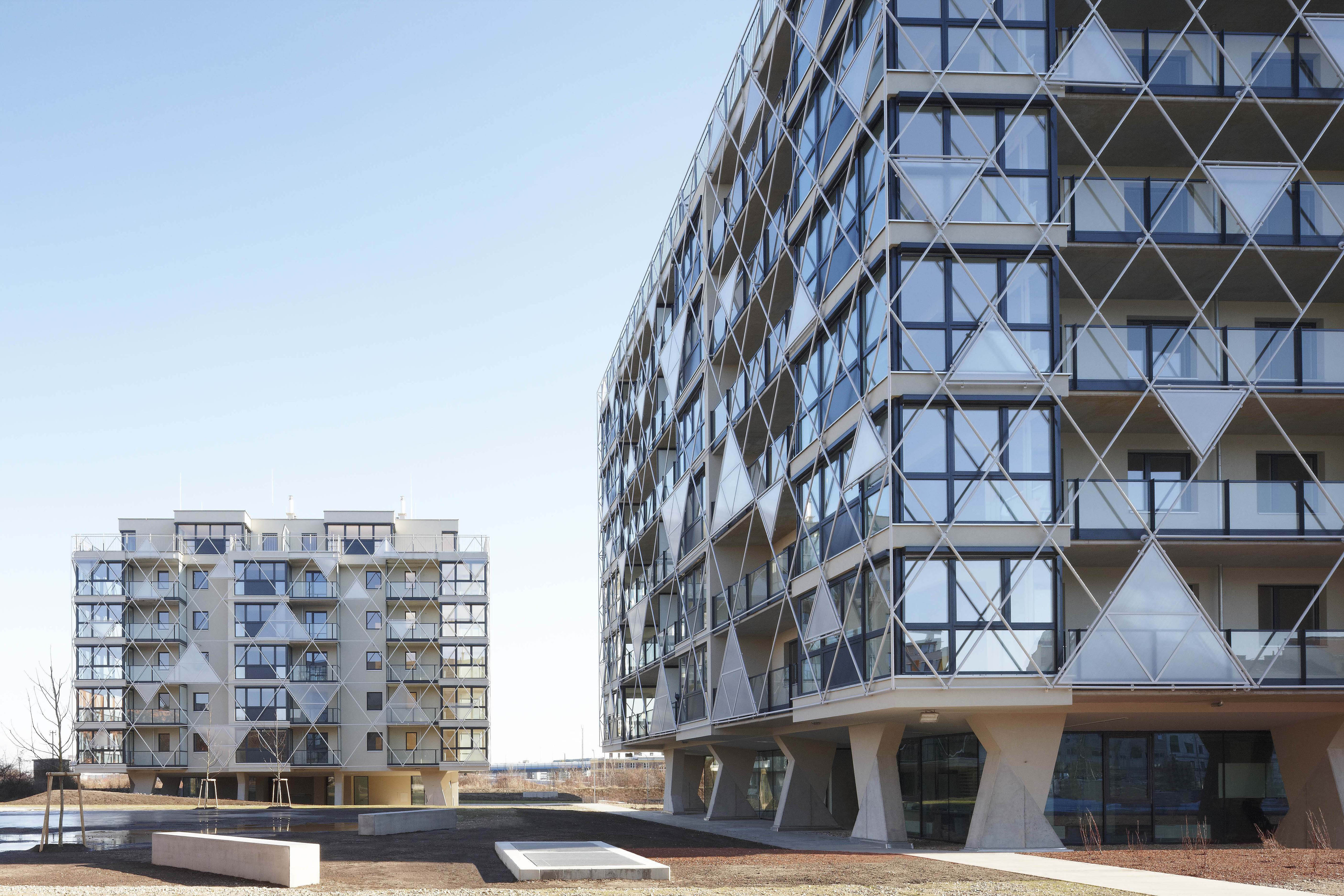
Karree St. Marx (2010)

- 1977–1982: Drei kirchliche Mehrzweckhallen (Seelsorgestationen) gemeinsam mit Werner Appelt und Franz Eberhard Kneissl als Arbeitsgemeinschaft IGIRIEN
- 1991: Bibelwerk Buchhandlung, Wien 1.[3]
- 1992–1995: Musikergedenkstätten Wien: Haydn-Wohnhaus, Beethoven-Pasqualatihaus, Johann-Strauß-Wohnung, Mozart-Figarohaus, Beethoven Eroika-Haus, Beethoven Probusgasse, Schubert Geburtshaus, Schubert Sterbewohnung, Präsentationskonzept und Neuaufstellung
- 1992–1994: Volksschule Hietzinger Hauptstraße – Zubau, Wien 13.[4]
- 1992–1994: Volkskundemuseum, Palais Schönborn, Neuaufstellung Schausammlung, Cafèhaus, Wien 8.[5]
- 1994: Margarete-Schütte-Lihotzky-Hof, Wohnbau Wien 21., (Projekt „Frauen-Werk-Stadt“ mit Liselotte Peretti, Gisela Podreka, Franziska Ullmann)[6]
- 1994: Kindertagesheim Margarete-Schütte-Lihotzky-Hof, Wien 21., Carminweg
- 1996: Wohnbau Donaufelderhof, Wien 21.
- 1997: Arnold Schönberg Center Palais Fanto, Wien 3., Ausstellungs- und Veranstaltungsräume, Bibliothek, Archiv, Büroräume[7]
- 1998: Coca-Cola Beverages, Wien 10., Triester Straße, Umbau, Neubau, Fassade, Büroeinrichtung (Aluminium-Architektur-Preis 2000)[8]
- 1999: Café Cult, Künstlerhaus Salzburg
- 1999: Wohn- und Boardinghaus, Tokiostraße, Wien 22.[9]
- 1999–2003 Fachhochschule Wien 20., Höchstädtplatz, ARGE Neumann & Prochazka
- 2002–2005: Wohnbau, Wien 10., Monte Laa, Wien[10]
- 2003: Don Juan kommt aus dem Krieg Ödön von Horváth, Volkstheater, Wien, Bühnengestaltung
- 2008: Wohnbau Attemsgasse 5, Wien 22., ARGE Elsa Prochazka mit Baumschlager & Eberle Wien ZT GmbH
- 2006–2010: Karree St. Marx, Bauträgerwettbewerb – Siegerprojekt, Fertigstellung März 2010
- 2008: Wohnbau Im Donaufeld, Wien 22., ARGE Elsa Prochazka mit Baumschlager & Eberle Wien ZT GmbH, Fertigstellung Dezember 2011
- 2012: Wohnbau Attemsgasse 31, Wien 22., Fertigstellung Juli 2014
- 2013: Wohnbau Podhagskygasse, Wien 22., Bauträgerwettbewerb Kostengünstiges Wohnen, Wien Donaustadt – Siegerprojekt, Fertigstellung September 2014
- 2014: Wohnbau In der Wiesen Süd, Wien 23., Bauträgerwettbewerb – Siegerprojekt Bauplatz 5
- seit 2018: Wohnbau Berresgasse, Wien 22.

## Ausstellungsgestaltung (Auswahl)
- 1984: Kunst mit Eigensinn, Museum des 20. Jahrhunderts Wien (20er Haus)
- 1988/1989: Rudolf. Ein Leben im Schatten von Mayerling, Hermesvilla, Wien
- 1990/1991: Das Bad. Körperkultur und Hygiene im 19. und 20. Jahrhundert, Hermesvilla Wien, Deutsches Hygiene-Museum Dresden
- 1990/1991:  Jüdisches Museum Hohenems, Vorarlberg, Innenausstattung und Museographie (Österreichischer Museumspreis 1991)
- 1995: Die Macht der Bilder, Volkshalle, Wiener Rathaus
- 1999–2002: Stadtmuseum Kitzbühel, Neuaufstellung Schausammlung
- 2001: Boxes – nach der Natur, Fotoausstellung Margherita Spiluttini im Technischen Museum Wien, Ausstellungsarchitektur
- 2004: Museum der Wahrnehmung, Villa Sinnenreich in Rohrbach in Oberösterreich, Ausstellungsarchitektur[11]
- 2011: Stadtmuseum Kitzbühel, Relaunch – Neuaufstellung Sammlung Alfons Walde

## Ausstellungsbeteiligungen (Auswahl)
- 1980  Austrian New Wave,  New York u.a
- 1991 Architekturbiennale Venedig,  Österreich-Pavillon,
- 1996 Architekturbiennale Venedig, Internationaler Pavillon
- 1996 „Personale“ Galerie AEDES, Berlin
- Housing in Vienna, New York 2003
- 2004: The Austrian Phenomenon 1. April – 12. Juli 2004, Konzeptionen Experimente Wien Graz 1958–1973, Architekturzentrum Wien
- 2004: The Visionary Power of Austrian Architecture: Tradition and Innovation, Ausstellung und Vortrag 27. September – 8. November 2004, CUA The Catholic University of America, School of Architecture and Planning,  Washington D. C.
- 2005: a_schau 3. Etappe 12. Oktober 2005 – 31. Dezember 2008, Österreichische Architektur im 20, und 21. Jahrhundert, Architekturzentrum Wien (Katalog)
- 2008: Architekturbiennale Venedig 13. September – 3. Oktober 2008/Mailand Politecnico di Milano 17. – 30. Oktober 2008
- 2009–2010: Wiener Wohnbau. Innovativ. Sozial. Ökologisch. Wien, Venedig / Mailand / Wien / Belgrad / Berlin / München
- 2018 Fundamente der Demokratie: Architektur in Österreich – neu gesehen, Architektur im Ringturm 2018

## Auszeichnungen
- Andrea-Palladio-Preis
- 1972: Ernst-A.-Plischke-Preis
- 1998: Piranesi Award
- 1991: Österreichischer Museumspreis (Jüdisches Museum Hohenems)
- 1994: Adolf Loos Staatspreis Design (Buchhandlung Bibelwerk, Wien)
- 1996: Preis der Stadt Wien für Architektur
- 2000: Aluminium-Architektur-Preis (Coca-Cola Beverages, Wien)
- 2004: Silbernes Ehrenzeichen für Verdienste um das Land Wien
- 2007: Tiroler Museumspreis (Stadtmuseum Kitzbühel)
- 2008: Aluminium Architektur-Preis (Wohnbau Attemsgasse 5, Wien)
- 2013: Wiener Frauenpreis
- 2018: Koop Award
- 2020: Hans-Hollein-Kunstpreis für Architektur